# Олексієнко Олександр Миколайович
Олександр Миколайович Олексієнко (нар. 13 квітня 1979) — колишній український футболіст, півзахисник.

## Клубна кар'єра
Вихованець київського футболу. У 1996 році грав за «Динамо-3» в аматорському чемпіонаті України. У наступному році перейшов у сусідній ЦСКА, де 22 березня 1998 року у грі з запорізьким «Металургом» дебютував у вищій лізі чемпіонату України. У складі київських армійців Алексєєнко провів 4 сезони. У цей період київська команда двічі виходила до фіналу Кубку України, де по черзі поступалася «Динамо» та донецького «Шахтаря». У 2001 році після чергового фіналу був запрошений в «Шахтар». У сезоні 2001/02 років, в якому «гірники» вперше в історії стали чемпіонами України, Олексієнко зіграв за них у трьох матчах. Після закінчення сезону Олексієнко перейшов в донецький «Металург». За три з половиною сезони в «Металурзі» тренувався під керівництвом Семена Альтмана, Олександра Севідова, Віллема Фреша, Тона Каанена та Славолюба Муслина. У 2003 та 2005 роках ставав бронзовим призером чемпіонату України. У 2006 році перейшов до київського «Арсеналу», за який грав тільки в турнірі дублерів. У наступному році зіграв 5 матчів у першій лізі за рідний ЦСКА, який став на той момент фарм-клубом «Арсеналу», після чого завершив ігрову кар'єру.

## Досягнення
- Вища ліга чемпіонату України
  -  Срібний призер (1): 2002
  -  Бронзовий призер (2): 2003, 2005

- Кубок України
  -  Фіналіст (1): 2001

## Кар'єра в збірній
У складі молодіжної збірної України зіграв 17 матчів, забив 2 голи.